# Pat Benatar
Patricia Mae Giraldo, känd som Pat Benatar, född Andrzejewski den 10 januari 1953 i Brooklyn i New York, är en amerikansk sångerska. Hon var som mest populär under 1980-talet, med hits som "Heartbreaker", "Love is a Battlefield" och "Hit Me with Your Best Shot", och tilldelades fyra Grammys, alla i kategorin Best Female Rock Vocal Performance. Hon sjunger huvudsakligen rock men också annan musik. Hennes låt "Hit Me with Your Best Shot" är med i spelet Guitar Hero 3 - Legends Of Rock. Även låten "Heartbreaker" är med i spelet Guitar Hero - World tour.

## Diskografi (i urval)
Studioalbum
- 1979 – In the Heat of the Night
- 1980 – Crimes of Passion
- 1981 – Precious Time
- 1982 – Get Nervous
- 1984 – Tropico
- 1985 – Seven the Hard Way
- 1988 – Wide Awake in Dreamland
- 1991 – True Love
- 1993 – Gravity's Rainbow
- 1997 – Innamorata
- 2003 – Go

Livealbum
- 1983 – Live from Earth
- 1996 – Live At The Electric Ladyland
- 1998 – 8-15-80
- 1999 – Greatest Hits Live
- 2003 – From The Front Row... Live!
- 2014 – Cleveland Agora, Ohio 6th Nov 1979
- 2015 – Paradise Rock Club, Boston, October 30th, 1979
- 2015 – Westwood Concert, Tower Theater, Upper Darby, November 10th, 1988
- 2015 – Portland Coliseum, March 31th, 1986